# Ellenboro (Carolina do Norte)
Ellenboro é uma cidade  localizada no estado norte-americano de Carolina do Norte, no Condado de Rutherford.

## Demografia
Segundo o censo norte-americano de 2000, a sua população era de 479 habitantes.
Em 2006, foi estimada uma população de 474, um decréscimo de 5 (-1.0%).

## Geografia
De acordo com o United States Census Bureau tem uma área de
2,4 km², dos quais 2,4 km² cobertos por terra e 0,0 km² cobertos por água.

## Localidades na vizinhança
O diagrama seguinte representa as localidades num raio de 12 km ao redor de Ellenboro.